# Terrore bianco (Ungheria)

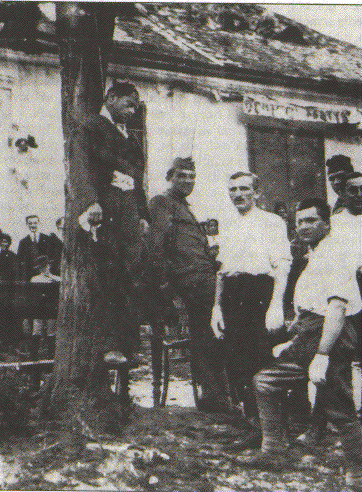
Vittima del terrore bianco

Con Terrore bianco in Ungheria ci si riferisce a un periodo durato due anni (1919-1921) e caratterizzato dalla violenta repressione controrivoluzionaria ed anticomunista messa in atto da bande reazionarie che cercavano di cancellare ogni lascito della repubblica sovietica brevemente esistita nel 1919. Il numero delle vittime e la loro composizione sociale, religiosa o nazionale di questa fase della controrivoluzione ungherese non è noto con certezza, sebbene si stimi la morte di un numero compreso tra le 10.000 e le 100.000 persone.
Dopo la caduta della Repubblica Sovietica Ungherese, nel sud del Paese, prese forma un «Esercito nazionale» guidato da Miklós Horthy, ex ammiraglio della marina austro-ungarica. Tra gli ufficiali che risposero all'appello di Horthy c'erano combattenti ultranazionalisti che organizzarono una campagna di atrocità per eliminare i sostenitori comunisti e spaventare la popolazione, con l'intento di intimorirla e accettare il cambio di governo. I pogrom e gli omicidi di massa furono perpetrati proprio dalle unità di questo esercito nazionale comandate da Horthy; anche le organizzazioni paramilitari si macchiarono di gravi reati, compresi omicidi, in particolare il gruppo paramilitare noto come «Risveglio ungherese».
Queste unità di rappresaglia, le quali si facevano chiamare con il nome di «Guardia Bianca», condussero una campagna su vasta scala di uccisioni, torture e umiliazioni. Le esecuzioni sommarie di persone sospettate di fedeltà comunista erano comuni, con le vittime venivano spesso impiccate in luoghi pubblici a scopo deterrente. I gruppi bianchi attaccarono anche contadini, liberali politici e molto spesso ebrei, che furono ampiamente accusati della rivoluzione perché gran parte del gabinetto comunista era composto da membri di origine semita.
Nonostante ciò, il panico si trascinò per quasi due anni consecutivi; la violenza politicamente motivata si evolse gradualmente in omicidi preterintenzionali e furti compiuti per arricchirsi personalmente. Gli ufficiali della Guardia Bianca iniziarono a competere tra di loro per il potere, generando lotte intestine e liti per futili motivi che costrinsero il regime a non sostenere più le attività delle unità. Preoccupato dall'escalation di violenza, Horthy decise di stabilizzare la situazione. Dal 1921 Pál Prónay, uno degli ufficiali più sanguinari attivo durante il triennio del Terrore, fu perseguito per i crimini commessi dalla sua compagnia. Lo scioglimento del suo battaglione nel gennaio 1922 viene fatto coincidere con la fine del Terrore bianco.

## Contesto storico

I confini dell'Ungheria sanciti dal trattato del Trianon, in virtù del quale varie aree dell'Ungheria furono spartite, e i relativi abitanti secondo il censimento del 1910

Alla fine della prima guerra mondiale, l'ordine politico ungherese subì un radicale capovolgimento. L'impero austro-ungarico, di cui l'Ungheria ne costituiva una parte molto importante, fu sciolto. Le potenze vincitrici del conflitto iniziarono il processo di disgregazione delle aree di confine dell'Ungheria, popolate da minoranze strettamente miste ai magiari. Queste aree furono cedute ai Paesi vicini, ovvero Serbia, Cecoslovacchia, Romania e Austria. L'Ungheria dovette salutare due terzi del suo territorio e un terzo dei suoi abitanti magiari (identificati dalla lingua). Queste perdite causarono un grande malcontento tra diversi ungheresi, i quali ritenevano tale mutilazione alla stregua di un'umiliazione.
Dopo la caduta della monarchia assolutista in Ungheria, a seguito della prima guerra mondiale ebbero luogo delle elezioni e, nel marzo del 1919, fu istituito un governo di coalizione tra socialdemocratici e comunisti, con Béla Kun nel ruolo di primo ministro della neonata Repubblica Sovietica Ungherese. Il Partito Comunista locale, guidato da Béla Kun, aveva la maggiore influenza nella repubblica, e si pose alla guida della coalizione socialdemocratica-comunista. All'inizio dell'agosto 1919, poco prima dell'occupazione straniera della capitale Budapest nell'ambito della guerra romeno-ungherese, la repubblica sovietica fu abolita. Ciò diede il via al cosiddetto Terrore bianco, un movimento nato allo scopo di cancellare ogni lascito della repubblica sovietica e che portò allo sterminio di interi comuni e popolazioni.

## Il Terrore

### Fasi iniziali
Nel sud del Paese, prese forma un «Esercito nazionale» guidato da Miklós Horthy, ex ammiraglio della marina austro-ungarica. Tra gli ufficiali che si unirono alle forze di Horthy c'erano alcuni ultranazionalisti che presto iniziarono una campagna di vendetta contro i comunisti, i loro sostenitori e chiunque venisse sospettato di avere delle simpatie comuniste. Nei mesi di agosto e settembre centinaia di sospettati si recarono all'ospedale impiccato o giustiziati senza processo. I distaccamenti di ufficiali, tra cui figurava un alto numero di aristocratici, iniziarono in quel momento le loro attività di vessazione nei confronti della popolazione ebraica di Seghedino, considerati tra i principali sostenitori della repubblica sovietica in quanto vari membri del gabinetto comunista appartenevano a quella minoranza etnica. La spirale di violenza a cui si lasciarono andare questi gruppi, i quali beneficavano della protezione di Horthy, riguardò soprattutto elementi che avevano minacciato il tradizionale sistema politico ungherese durante i due periodi repubblicani. Nella periferia di Budapest le bande della cosiddetta «Guardia bianca» eseguirono crimini quali la mutilazione di mani, orecchie e gambe ai prigionieri. Il tacito assenso del governo a questa serie di repressioni consentì ai gruppi del Terrore bianco di giustiziare alcune centinaia di rivoluzionari comunisti. La politica di nazionalizzazione fu subito annullata, con molti comunisti che finirono imprigionati o morti: il numero dei deceduti superò presto le 5.000 vittime.
Le unità di rappresaglia della Guardia Bianca condussero una campagna su vasta scala di uccisioni, torture e umiliazioni. Le esecuzioni sommarie di persone sospettate di fedeltà comunista erano comuni, con le vittime venivano spesso impiccate in luoghi pubblici a scopo deterrente. La varietà delle vittime era ampia e includeva, specie nelle aree rurali, perlopiù contadini, politici liberali ed ebrei. Sebbene condividessero alcune caratteristiche con i gruppi responsabili del «Terrore rosso», i controrivoluzionari li superarono in termini di crudeltà (si pensi a mutilazioni o violenze e omicidi di donne) e di numero di vittime.

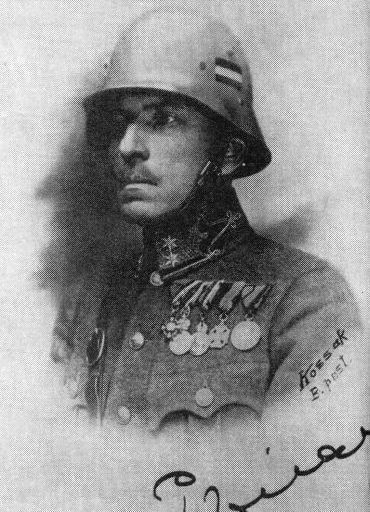
Pál Prónay, uno dei sanguinari ufficiali militari attivamente impegnato nel corso del Terrore bianco

Il comandante più famoso delle unità era Pál Prónay, un ufficiale militare che cominciò a farsi un nome per via del suo sadismo. Le bande ai suoi comandi causarono senza dubbio il maggior numero di vittime, guadagnando allo stesso tempo anche la maggiore influenza. Il totale delle reclute a disposizione crebbe con il passare del tempo, tanto che l'organizzazione inizialmente simile a quella di una compagnia si trasformò in quella di un battaglione. Altri soldati che si distinsero per le loro atrocità risultarono Gyula Ostenberg, Anton Lehar e Ivan Hejjas, i quali agirono perlopiù nella grande pianura ungherese, specialmente nei pressi della città di Kecskemét. Sebbene questi reparti facessero teoricamente parte dell'Esercito nazionale istituito da Horthy, essi agirono nella pratica con grande autonomia e la guida degli stessi era essenzialmente in mano ai loro comandanti. Anche gli aristocratici ungheresi allestirono delle proprie milizie indipendenti dall'Esercito nazionale nelle aree rurali, per mezzo delle quali ne approfittarono per eliminare presunti sostenitori delle repubbliche o della popolazione ritenuti pericolosi. Altri ancora, senza unirsi personalmente alle unità armate, vi ricorsero per intimidire la popolazione rurale dei loro domini in cambio di denaro.
L'ufficiale Prónay summenzionato viene ritenuto uno dei maggiori responsabili delle rappresaglie durante il Terrore bianco. Egli selezionava i suoi obiettivi tra i comunisti, i socialdemocratici (il secondo partito politico marxista dell'Ungheria), i contadini e gli ebrei, con questi ultimi che venivano ricattati se mercanti, mentre veniva tagliato il seno alle contadine. Inoltre, si soleva tagliare le orecchie alle vittime e conservarle a mo' trofei o si alimentava la caldaia del treno corazzato del battaglione con i corpi dei loro prigionieri mentre erano vivi. All'ufficiale e ai suoi uomini piaceva portare una creatività demoniaca nelle loro umiliazioni. Per esempio, lo zucchero a velo veniva cosparso sui volti ammaccati e gonfi degli uomini che picchiavano, allo scopo di attirare centinaia di mosche; talvolta si attaccavano delle cinghie di corda ai genitali dei loro prigionieri e poi li si frustava per farli correre in cerchio; infine, si legavano le vittime alle stalle e le si costringeva a mangiare fieno. Durante la seconda guerra mondiale, molti dei membri della Guardia Bianca avrebbero collaborato all'invasione nazista del Paese nell'ambito dell'Operazione Margarethe, tra cui l'ufficiale Pál Prónay, che all'età di 69 anni formò una squadra di morte contro migliaia di ebrei ungheresi.

### Caratteristiche dei battaglioni paramilitari
Le unità di ufficiali principalmente responsabili del terrore controrivoluzionario avevano alcune caratteristiche che le distinguevano dalle unità dell'esercito tradizionale. Il reclutamento riguardava soprattutto individui dal carattere spietato, con il loro sistema di promozione che si basava sulla fedeltà politica e personale ai loro comandanti, mentre i membri arruolati cambiavano frequentemente. La disciplina di queste unità era più o meno salda in base al carisma del loro comandante e non dunque dei gradi; inoltre, godevano di privilegi rari che le normali unità delle forze armate non avevano.
Il loro rapporto con la popolazione civile era basato su sfiducia, violenza e sfruttamento. I membri di queste unità tendevano a rispondere con violenza a qualsiasi minaccia reale o ipotetica che potevano costituire i civili. Il loro atteggiamento di disprezzo per le convenzioni sociali o i codici di condotta tradizionali nell'esercito non declinò mai. L'atteggiamento di ripudio riguardò anche i ceti più umili, ritenuti inferiori e, per questo motivo, numerosi abusi furono commessi contro contadini o lavoratori poveri. Anche le classi più abbienti non erano esenti dagli eccessi dei battaglioni, se si tengono presenti i furti commessi per arricchirsi a titolo personale.
Queste unità avevano stretti rapporti con le organizzazioni radicali che apparivano all'epoca, di cui facevano parte alcuni ufficiali. I suoi rapporti con la gendarmeria ungherese, la polizia e le unità dell'esercito classico erano complessi; mentre molti di questi consentivano abusi passivamente da parte di battaglioni di ufficiali, i rapporti a volte si fecero tesi, considerando che alcuni ritenevano la spirale di violenza eccessiva.

### 1920-1922
L'esercito nazionale fece il suo ingresso a Budapest il 16 novembre 1919, dopo il ritiro rumeno. Quattro mesi dopo, il 1º marzo 1920, Miklós Horthy fu nominato reggente del regno appena ricostituito. Le unità controrivoluzionarie stavano nel frattempo continuando a crescere come numero e tale processo non si sarebbe arrestato in tempi brevi. La serie di omicidi partita per motivi politici si trasformò in assassini compiuti in modo più o meno casuale e i furti avvenivano sempre più per motivi personali. Presto insorsero anche delle liti tra i vari comandanti delle bande, i quali pianificarono persino dei piani volti a eliminare l'organizzazione rivale. Ciò che univa le varie unità, a parte l'antisemitismo e l'anticomunismo, era il sostegno riservato a Horthy e all'esercito contro cristiani e socialisti, che rappresentavano l'alternativa più tradizionale alla destra e che controllavano i governi dopo la caduta della repubblica sovietica. Il regime di Horthy perseguitò ogni minoranza, inclusi magiari, zingari, polacchi e russi.
Sebbene Horthy avesse chiuso un occhio sui crimini dei suoi ufficiali nel 1919, egli non poteva negare che queste unità non controllate avrebbero potuto rappresentare un pericolo dal 1920 in poi, ovvero quando il regno era stato restaurato. Da quel momento in poi cercò di controllare i suoi sostenitori, benché i membri delle unità paramilitari poterono comunque contare sul suo sostegno personale e sul suo intervento a loro favore presso le autorità civili e militari, nonostante il graduale cambio di atteggiamento di Horthy e l'intenzione di scioglierle. Le unità stavano gradualmente perdendo la loro utilità contro i nemici del nuovo regime e potevano rappresentare un rischio politico, oltre a ostacolare le relazioni internazionali con le potenze straniere e a offuscare l'immagine esterna dell'Ungheria.
Il 13 giugno 1920, tutte le unità furono ufficialmente sciolte ad eccezione dei battaglioni di Prónay e di Osztenburg, che rimasero sotto il controllo militare teorico. Parte delle unità nelle province furono integrate nella gendarmeria reale, che, insieme alla polizia, si occupava di eseguire indagini. A gennaio le due unità citate divennero dei battaglioni nella gendarmeria e solo alla fine del 1920 il terrore iniziò lentamente a diradarsi, sebbene gli attacchi sporadici alle sinagoghe e alle associazioni ebraiche continuarono fino alla metà del decennio.
Nel 1921, il governo si convinse a esautorare Prónay, il quale fu processato per aver minacciato il Presidente del Parlamento e privato del comando della sua unità, con il risultato che il suo potere svanì. Dopo la mancata ingerenza di Prónay nel tentativo di restaurare al trono l'imperatore Carlo I, Horthy decise di sciogliere definitivamente le unità che comandava. Durante il secondo tentativo fallito eseguito da Carlo, i gruppi dell'ufficiale summenzionato potevano dirsi non più operativi. Come gesto di riconoscenza verso Prónay e per evitare eventuali disordini, Horthy gli offrì un posto nell'esercito regolare e promulgò un'amnistia il 3 novembre per i crimini delle unità paramilitari commessi dall'agosto 1919.
La cessazione del periodo di instabilità coincise con la presidenza di István Bethlen, candidato sostenuto dai conservatori, in quanto ritenuto abile politico e perché membro di una delle principali famiglie aristocratiche ungheresi, e dai radicali di destra, in quanto calvinista e rifugiato giunto dalla perduta Transilvania, circostanza che assicurava la possibilità di perseguire un viatico in senso nazionalista. Politico veterano, sgamato e pragmatico, ottenne presto una grande influenza su Horthy, sempre più vicino ai conservatori nonostante le sue strette relazioni con gli estremisti di destra. Fondamentalmente, il nuovo Primo ministro attuò un cambiamento reazionario, un ripristino del sistema politico e sociale prebellico.
Bethlen decise di reprimere definitivamente l'agitazione dell'estrema destra ricorrendo alla corruzione di alcuni dei suoi esponenti di spicco, da lui nominati responsabili di incarichi ufficiali. I gruppi paramilitari, incaricati di contenere operai e contadini e di intimidire l'opposizione politica, erano ormai superflui e rappresentavano una minaccia per l'élite conservatrice controrivoluzionaria. Il processo si rivelò lento e richiese quasi due anni, anche perché vi erano potenti sostenitori dei gruppi paramilitari sia nell'esercito sia nell'amministrazione civile. Lo scioglimento del gruppo al servizio di Prónay e il lento tramonto delle attività di repressione viene fatto coincidere con la fine del Terrore bianco in Ungheria. Una volta risolte la questione della violenza, scongiurato il pericolo comunista e la sua esistenza contraria agli obiettivi revisionisti che richiedevano l'appoggio delle potenze occidentali, ostili come detto agli eccessi dei gruppi paramilitari, le autorità conservatrici alla fine sciolsero le ultime unità paramilitari ancora attive.

## Computo delle vittime
Sebbene il numero esatto delle vittime sia sconosciuto, si stima che ci siano stati almeno 3.000 morti (Rothschild ne stima tra 5.000 e 6.000) per mano dei distaccamenti di ufficiali, milizie civili e organizzazioni patriottiche. Di questi circa un terzo, tra 1.000 e 1.300, erano ebrei, la maggior parte dei quali non aveva alcun legame con la repubblica sovietica. Le stime più ampie riferiscono cifre estremamente alte pari a 100.000 persone. A prescindere dal numero delle vittime più facile è circoscrivere il luogo delle violenze, con il grosso dei disordini che si verificò nelle regioni occidentali della nazione ungherese e nella capitale.
Circa 70.000 furono mandati in istituti penitenziari e campi di prigionia, accusati di un proprio coinvolgimento con il regime comunista. Decine di migliaia, principalmente semiti, furono deportati e almeno altre 100.000 abbandonarono lo Stato per timore di ulteriori rappresaglie. Altre decine di migliaia di persone persero il lavoro con l'accusa di collaborazionismo con le due repubbliche.
Il Terrore bianco colpì anche l'intellighenzia, lasciando una marcata perdita nella cultura ungherese, che colpì la letteratura e la vita letteraria, con l'imprigionamento, l'esilio o l'esecuzione di molti scrittori e intellettuali ampiamente riconosciuti nel Paese. La paura del Terrore bianco ebbe un grande impatto sulla situazione culturale e scientifica del Paese, con Paul Fejos, Béla Lugosi e Alexander Korda, tutti eminenti pensatori ungheresi, che partirono per l'estero. Merita particolare attenzione il campo cinematografico, con Mihály Kertész che divenne noto come Michael Curtiz a Hollywood e Sándor Korda che divenne Alexander Korda, il quale portò sullo schermo, nel 1931, il successo di Marcel Pagnol Marius, poi Sir Alexander Korda, il primo produttore cinematografico ad essere nominato nobile in Gran Bretagna.